# 2 Originals of Neu!
2 Originals of Neu! è una compilation del duo tedesco Neu! pubblicata nel 1978; è la ristampa dei primi due album Neu! e Neu! 2 raccolti in un'unica confezione, sotto forma di album doppio.

## Tracce

### Disco 1
1. Hallogallo - 10:07
2. Sonderangebot - 4:50
3. Weissensee - 6:42
4. Im Glück - 6:52
5. Negativland - 9:42
6. Lieber Honig - 7:15

### Disco 2
1. Für immer (Forever) - 11:00
2. Spitzenqualität - 4:58
3. Gedenkminute (Für A + K) - 1:00
4. Lila Engel (Lilac Angel) - 4:35
5. Neuschnee 78 - 2:30
6. Super 16 - 3:37
7. Neuschnee - 3:59
8. Cassetto - 1:50
9. Super 78 - 1:35
10. Hallo Excentrico! - 3:43
11. Super - 3:07

## Formazione
- Michael Rother - basso, chitarre, tastiere, violino, percussioni
- Klaus Dinger - batteria, voce, chitarre, percussioni, tastiere